# 前滩站
前滩站（朝鲜语：／ Chŏnt'an yŏk */?）是位于朝鮮民主主義人民共和國咸镜南道高原郡的一個鐵路車站，属于江原线。

## 邻近车站
江原线
高原站 - 前滩站 - 龙潭站